# Jan Zwartkruis
Johannes Hermanus Hendrikus (Jan) Zwartkruis (Elst, 18 februari 1926 – Amersfoort, 7 maart 2013) was een Nederlands voetballer, voetbaltrainer en militair. Hij was bondscoach van het Nederlands elftal tussen 1976 en 1981. Onder zijn leiding speelde Oranje 28 interlands. Zijn dochter is de oud-triatlete Irma Zwartkruis.

## Loopbaan

### Actief voetballer en start als trainer
Hij begon in zijn geboorteplaats Elst met voetballen bij SV Spero. In 1944 werd de bevolking van Elst vanwege Operatie Market Garden geëvacueerd naar Oost-Vlaanderen. Zwartkuis kwam in Idegem en voetbalde een jaar bij Sport Kring Geeraardsbergen. Na de oorlog voetbalde Zwartkruis in het eerste team van Spero en werd in januari 1952 overgeschreven naar HVC.
Zwartkruis was in de jaren vijftig een rechtsback van de Amersfoortse voetbalvereniging HVC. Bij deze club maakte hij de invoering van het betaald voetbal in Nederland mee. Vanaf de jaren vijftig trainde hij verschillende amateurclubs. Hij was onder andere trainer van CJVV, SO Soest en Quick Amersfoort.

### Militaire voetbalelftal
In november 1962 werd Zwartkruis benoemd tot assistent van Elek Schwartz, de bondscoach van het Nederlands elftal. Zwartkruis kreeg de verantwoordelijkheid over het militair voetbalelftal. Daarnaast bleef hij als coach actief op amateurniveau. Zo was hij in de jaren zeventig trainer van SO Soest en SV Spakenburg. Ook was hij keeperstrainer van DOS. In 1965 werd hij als trainer van het Nederlands Militair Elftal en CJVV voor een jaar geschorst omdat hij in de wedstrijd CJVV-KVVA de scheidsrechter een klap had gegeven.
Het militaire voetbalelftal, met voetballers die in militaire dienst zaten, fungeerde in deze tijd als een kweekvijver voor het Nederlands elftal. Onder Zwartkruis speelden onder andere Jan van Beveren, Jan Mulder, Henk Houwaart, Willy van der Kuijlen, Rob Rensenbrink en Barry Hulshoff. De ploeg kwam in oefenwedstrijden uit tegen clubteams en in een competitie tegen militaire elftallen van andere landen. Wekelijks werd op de vliegbasis Soesterberg getraind. In 1968 werd deelgenomen aan de Militaire Wereldkampioenschappen voetbal dat dat jaar plaatsvond in Irak. Het team van Zwartkruis, dat door een aantal goede resultaten in de voorafgaande jaren favoriet was, verloor in de eerste ronde van Turkije. In de verliezersronde won Nederland van Zuid-Korea en Spanje, waardoor het als vierde eindigde. In 1972 werd de eindronde nipt misgelopen door een 3-2-verlies in een beslissingswedstrijd tegen Italië. In 1975 werd de finale bereikt van het militaire voetbaltoernooi, waarin verloren werd van gastland West-Duitsland.

### Nederlands elftal
Zwartkruis kreeg veel lof voor de wijze waarop hij de talentvolle voetballers in het militaire voetbalelftal begeleidde en motiveerde en werd in de jaren zeventig verschillende keren genoemd als mogelijke trainer van het Nederlands elftal. In augustus 1976 volgde hij de opgestapte George Knobel op als bondscoach. Aanvankelijk zou hij deze functie voor slechts twee wedstrijden vervullen. Dit werd begin 1977 met nog eens twee wedstrijden verlengd. De KNVB had de intentie Zwartkruis langer vast te leggen, maar problemen met zijn werkgever (het ministerie van Defensie) en een mogelijk probleem met zijn pensioenopbouw deden Zwartkruis besluiten daarvan af te zien. Hierop werd in mei 1977 Ernst Happel als nieuwe bondscoach gepresenteerd. Hoewel Happel de eindverantwoordelijke was, zat Zwartkruis in oktober 1977 in een vriendschappelijke interland tegen de Sovjet-Unie en een kwalificatiewedstrijd tegen België opnieuw als trainer van Oranje op de bank. Happel had nog verplichtingen als coach van Club Brugge en vreesde voor de wedstrijd tegen België een belangenverstrengeling doordat bij de tegenstander spelers van Club Brugge meespeelden.
In november 1977 werd besloten dat Zwartkruis als assistent van Happel in de aanloop naar en tijdens het wereldkampioenschap voetbal 1978 zou gaan fungeren. In de loop van het WK, waar Nederland uiteindelijk de finale zou halen, kreeg Zwartkruis een steeds belangrijkere rol. Dankzij zijn bijdrage op het wereldkampioenschap kreeg hij na het WK weer de leiding over het Nederlands elftal. Nederland wist zich onder zijn leiding te kwalificeren voor het EK 1980 in Italië. Op dit kampioenschap werd Nederland echter reeds uitgeschakeld in de eerste ronde. Oud-spelers weten dit later aan Zwartkruis' militaire trainingsmethoden, die de spelers nodeloos afmatten en aan zijn neiging tot micromanagement. Ook was de sfeer bij de spelers onderling verre van optimaal.
Na het EK bleef Zwartkruis bondscoach. Hij probeerde het elftal te verjongen en te vernieuwen, maar dit pakte niet goed uit in de kwalificatiewedstrijden voor het WK 1982. Zwartkruis nam op 12 januari 1981, vlak na het vriendschappelijke Mini WK in Uruguay, ontslag. Hij werd opgevolgd door Kees Rijvers.

### Militaire loopbaan
Zwartkruis was gedurende zijn hele trainersloopbaan in dienst van het ministerie van Defensie. Hij was werkzaam bij de Koninklijke Luchtmacht als sportinstructeur op de vliegbasis Soesterberg. In 1976 werd hij gepromoveerd tot de rang van kapitein. Behalve van het militaire voetbalelftal was hij in 1975 de coach van een militair zaalvoetbalteam dat deelnam aan de Mini-voetbalshow. Op 1 maart 1981 verliet hij de luchtmacht wegens het bereiken van de pensioengerechtigde leeftijd. Een maand eerder had hij afscheid genomen van het militaire voetbalelftal.
In 1979 werd hij Ridder in de Orde van Oranje Nassau (met Zwaarden).

### Latere loopbaan en overlijden
In 1980 scoorde André van Duin met Jan Zwartkruis en het Nederlands Elftal een carnavalskraker met Nederland, die heeft de bal.
In de jaren tachtig werd Zwartkruis als adviseur en coach ingehuurd door verschillende nationale voetbalbonden, waaronder Trinidad en Tobago.
Zwartkruis woonde in Soesterberg. Hij overleed in 2013 op 87-jarige leeftijd in een ziekenhuis van Amersfoort.
1 Schrijvers ·
2 Wijnstekers ·
3 Van de Korput ·
4 Hovenkamp ·
5 Krol  ·
6 Poortvliet ·
7 R. van de Kerkhof ·
8 W. van de Kerkhof ·
9 Kist ·
10 Haan · 
11 Otto ·
12 Rep ·
13 Nanninga ·
14 Koster ·
15 Stevens ·
16 Doesburg ·
17 Vreijsen ·
18 Thijssen ·
19 Zondervan ·
20 Van Breukelen ·
21 Brandts ·
22 Metgod ·
Coach: Zwartkruis
1 Schrijvers ·
2 Wijnstekers ·
3 Spelbos ·
4 Brandts ·
5 Hovenkamp ·
6 W. van de Kerkhof ·
7 Jol ·
8 Peters  ·
9 Kist ·
10 R. van de Kerkhof ·
11 Vermeulen ·
12 Metgod ·
13 Valke ·
14 Tol ·
15 Van Mierlo ·
16 Arntz ·
17 Wildschut ·
18 Van Breukelen ·
Coach: Zwartkruis